# Heinz-Günter Niebrügge
Heinz-Günter Niebrügge (* 12. März 1935 in Herne) ist ein ehemaliger deutscher Gewerkschafter. Von 1990 bis 1992 war er Bundesvorsitzender der Gewerkschaft Nahrung-Genuss-Gaststätten (NGG).

## Leben und Beruf
Niebrügge, Sohn eines Bergarbeiters, besuchte die Realschule und begann 1950 die Lehre zum Zigarrensortierer. Später studierte er Betriebswirtschaft und Sozialrecht in Abendkursen an der Leibniz-Akademie in Hannover. Sieben Jahre lang war er in der Zigarrenindustrie in Deutschland und der Schweiz tätig.
Niebrügge wohnt in Arnum bei Hannover. Er ist verheiratet und Vater von fünf Kindern.

## Gewerkschaft
1957 wurde Niebrügge zum Jugend- und Organisationssekretär des NGG-Landesbezieks Niedersachsen/Bremen. 1964 übernahm er die Geschäftsführung der NGG-Verwaltungsstelle in Hameln, 1967 wechselte er in die Hauptverwaltung nach Hamburg und wurde dort, als Nachfolger von Günter Döding, Leiter des Referats Tabak. 1973 wurde er Vorsitzender des NGG-Landesbezirks Niedersachsen/Bremen.
Nach dem Rücktritt Dödings vom NGG-Bundesvorsitz übernahm vorübergehend der 2. Vorsitzende Erich Herrmann die Geschäfte. Daraufhin wurde Niebrügge als Nachfolger vorgeschlagen und schließlich im November 1990 auf dem 11. ordentlichen Kongress der NGG in Hamburg zum neuer Bundesvorsitzenden gewählt. Unter seiner Führung baute die NGG ihre Strukturen in den neuen Bundesländern auf und kämpfte gegen einen schleichenden Ausverkauf der dortigen Betriebe.
Im Juni 1992 gab Niebrügge seinen Rücktritt bekannt, nach eigenen Angaben erfolgte dies aus gesundheitlichen Gründen. Nachdem zunächst die stellvertretende Vorsitzende Jutta Kaminsky und der Vorstand die Geschäfte fortführten, wurde auf einem außerordentlichen Gewerkschaftstag Franz-Josef Möllenberg zu seinem Nachfolger gewählt.

## Ehrungen
- 1989 wurde Niebrügge mit dem Niedersächsischen Verdienstorden geehrt.